# Opisthocheiron cornutum
Opisthocheiron cornutum är en mångfotingart som beskrevs av Ribaut 1922. Opisthocheiron cornutum ingår i släktet Opisthocheiron och familjen Opisthocheiridae. Inga underarter finns listade i Catalogue of Life.